# Been Where? Did What?
Been Where? Did What? is het eerste en enige verzamelalbum van de Amerikaanse punkband Tilt. Het is tevens het laatste album dat de band heeft laten uitbrengen. Het album werd op 6 november 2001 door Fat Wreck Chords uitgegeven en bevat niet eerder uitgegeven nummers en covers die de band tussen 1992 en 1999 heeft opgenomen.

## Nummers
1. "White Homes" - 2:10
2. "Addiction" - 2:12
3. "Nuthin' from You" - 2:19
4. "Crying Jag" - 2:26
5. "Dead Bum" - 2:27
6. "Come Across" - 2:32
7. "Unlucky Lounge" - 2:12
8. "Loyalty" - 1:56
9. "Worse to Bad" - 2:02
10. "Can't Listen" - 2:01
11. "Berkeley Pier" - 3:13
12. "Fuck Up" - 1:01
13. "Vendorhead" - 1:54
14. "Pfeifernuzen Revisited" - 1:48
15. "Not Going Anywhere" - 1:54
16. "Where in the World Is Carmen Sandiego" - 2:22
17. "Theme from the Dukes of Hazzard (Good Ol' Boys)" - 1:27
18. "Helpful Hint" - 1:50
19. "It's Who You Know" - 1:56
20. "Old Crow" - 1:35
21. "Kowtow" - 2:13
22. "Torch" - 2:33